# Ratusz w Tarnogrodzie
Ratusz w Tarnogrodzie – dawny ratusz, który znajdował się pośrodku rynku w Tarnogrodzie, w miejscu gdzie znajduje się teraz otwarty plac z rzeźbą Koguta Tarnogrodzkiego. Ratusz, zbudowany po 1578 roku, zawalił się w 1828 roku z powodu zaniedbań technicznych.

## Historia
Tarnogród założono w miejscu, w którym wcześniej nie było osady, na obszarze terenów królewskich pod dzierżawą tenutariusza Stanisława Zamoyskiego, a następnie jego syna – kanclerza koronnego Jana Zamoyskiego. Miasto lokował 14 maja 1567 roku król Zygmunt II August na sejmie walnym w Piotrkowie. Pierwotny Tarnogród miał kształt tarczy, zbudowanej wokół dużego nieforemnego rynku i ciągnącej się na długości około 800 metrów drogi. W pierwszej kolejności postawiono domy mieszkalne oraz budynki gospodarcze.
W 1578 roku uzyskano zgodę króla Stefana Batorego na wzniesienie ratusza. Był to drewniany, jednokondygnacyjny budynek z wieżą, wokół którego znajdowały się kramy i jatki. Wewnątrz ratusza znajdowały się sale obrad, gdzie urzędowała rada miejska, oraz wyszynk napojów. W ratuszu mieściła się także waga miejska, tzw. kłoda (beczka do mierzenia zboża) oraz miara łokcia. Obok ratusza umieszczono kunę (żelazną obręcz), zakładaną na szyję wystawionym na widok publiczny przestępcom. W wieży ratusza znajdowało się więzienie.
Około 1770 ratusz poddano gruntownej renowacji, lecz już w 1820 roku drewniany budynek był w tak złym stanie, że burmistrz Adam Chmielewski zarządził wybudowanie obiektu murowanego. Z braku środków do sfinansowania budowy, burmistrz dążył, by koszty budowy wzięła na siebie Ordynacja Zamojska, która pobierała znaczne dochody ze sprzedaży alkoholu w ratuszowej karczmie. Projekt ten nie doczekał się jednak realizacji, a stary budynek ratusza niszczał. Wreszcie w 1828 roku zawalił się dach. W 1839 roku miasto zakupiło dom, gdzie umieszczono Urząd Miasta, który spłonął w 1856 roku. Około 1860 wzniesiono nowy murowany budynek, w miejscu, gdzie teraz stoi dom towarowy.
W 1869–1870 w Królestwie Polskim wprowadzono reformę miejską, degradująca 336 niewielkich miast na terenie Królestwa Polskiego do statusu osad. Tarnogród, jako jedno z największych miast Królestwa Polskiego, nie miał podlegać tej reformie, jednak na życzenie mieszczan (w celu płacenia niższych podatków) został również pozbawiony praw miejskich. W ustnych przekazach figuruje jednak teza, że Tarnogród został zdegradowany za karę za udział w powstaniu styczniowym, a burmistrza porąbano szablami i utopiono w studni na rynku.
Miasto utraciło prawa miejskie 19 maja 1870 roku, a utworzoną w ten sposób osadę przekształcono administracyjnie w gminę Tarnogród, obejmującą wówczas tylko sam Tarnogród z przedmieściami. Spośród 48 miast Lubelszczyzny, które utraciły prawa miejskie, Tarnogród stał się jej największą osadą z przeszło 5 tysiącami mieszkańców. Utrata statusu miasta postawiła koniec planom odbudowy ratusza. Jatki w miejscu dawnego ratusza utrzymały się aż do końca lat 1970., kiedy je wyburzono, tworząc obecny otwarty plac miejski przed Domem Kultury.
1 stycznia 1987 roku Tarnogród odzyskał prawa miejskie. Obecny Urząd Miasta i Gminy znajduje się przy ul. Kościuszki, na zapleczu rynku.